# Astra Airlines
Astra Airlines — греческая авиакомпания, базирующаяся  в Международном аэропорту «Македония», Салоники, Греция.

## История
Авиакомпания основана в 2008 году.
9 ноября 2019 года стало известно, что авиакомпания Astra Airlines столкнулась с финансовыми трудностями и ищет инвестора для поддержания своей текущей деятельности. Авиакомпания приостановила все рейсы до дальнейших решений.
14 ноября 2019 года IATA объявила о приостановке деятельности авиакомпании и предупредила греческих турагентов о немедленном прекращении продажи билетов. 
18 ноября 2019 года стало известно, что авиакомпания не возобновит работу. 

## Флот

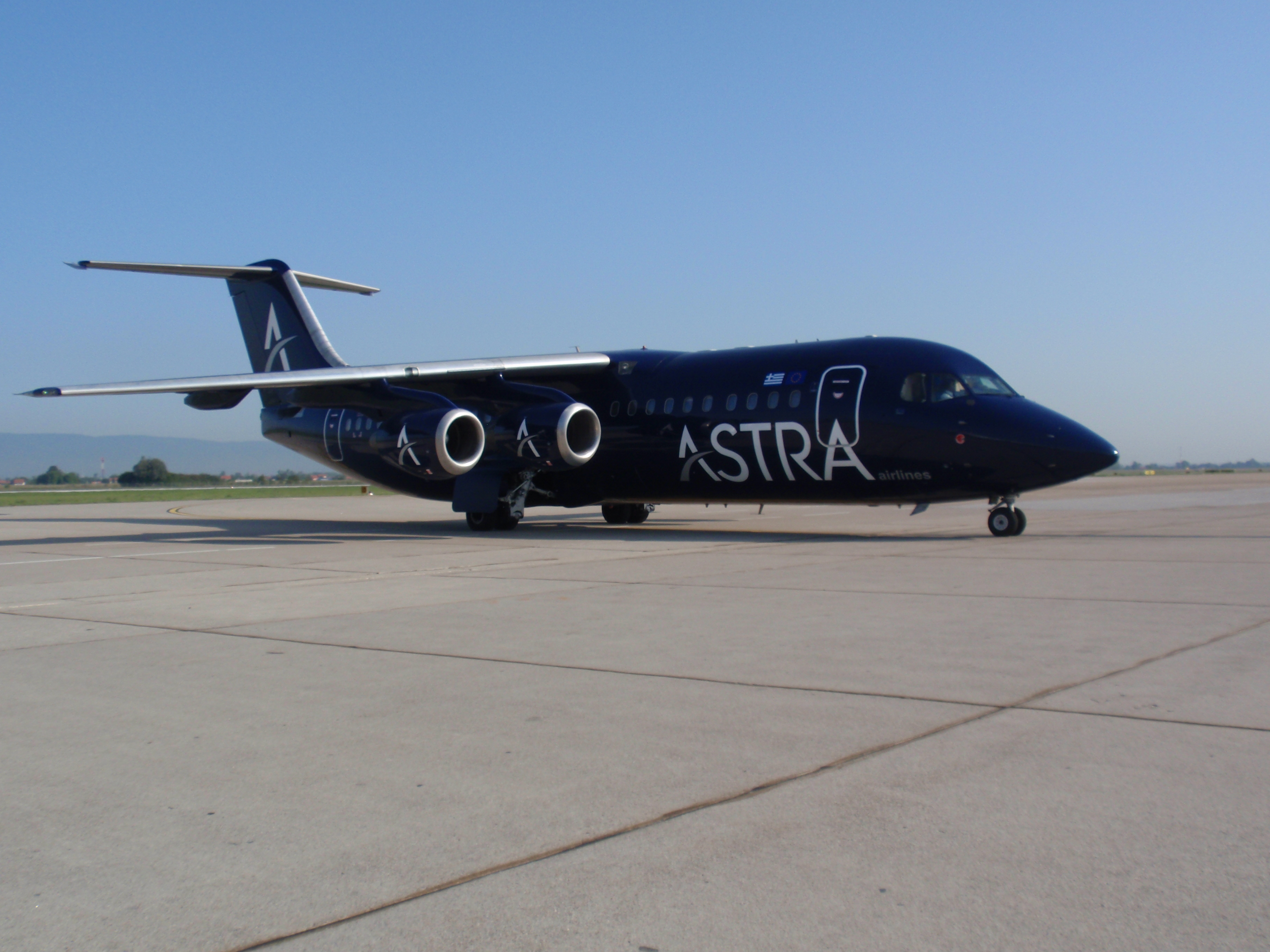
Самолёт BAe 146-300 авиакомпании Astra Airlines

По состоянию на март 2016 г. флот авиакомпании состоял из:
| Самолёт         | Количество | Вместимость (пасс.) | Прим.  |
| --------------- | ---------- | ------------------- | ------ |
| BAe 146-300     | 2          | 112                 |        |
| Airbus A320-200 | 1          | 170                 | лизинг |
| ATR 42-300      | 2          | 48                  |        |
| ATR 72-200      | 1          | 70                  |        |